# Women’s Viva World Cup
Women’s VIVA World Cup – międzynarodowy turniej piłkarski organizowany co 2 lata dla zrzeszonych piłkarskich reprezentacji krajowych kobiet przez NF-Board, stowarzyszenie federacji nienależących do FIFA. 

## Historia
Zostały po raz pierwszy zorganizowane przez NF-Board w roku 2008. Rozgrywki zostały rozegrane na stadionach Laponii. W turnieju wzięły udział reprezentacje Laponii, Kamerunu Południowego, Monako i Oksytanii. W turnieju kobiet wystąpiły dwie drużyny, które rozegrały między sobą dwa mecze. Pierwszy turniej wygrała reprezentacja Laponii.
Zwycięzca Viva World Cup otrzymuje Puchar Nelsona Mandeli.

## Medaliści Women’s VIVA World Cup
| 2008 Szczegóły | Laponia | Laponia | 4:0 11:1 | Iracki Kurdystan | Wystartowały tylko dwie reprezentacje | Wystartowały tylko dwie reprezentacje | Wystartowały tylko dwie reprezentacje | Gry Keskitalo Skulbørstad - 9 bramek | 2 |
| 2010 Szczegóły | Gozo    | Padania | 4:0 3:0  | Gozo             | Wystartowały tylko dwie reprezentacje | Wystartowały tylko dwie reprezentacje | Wystartowały tylko dwie reprezentacje | Valentina Povia - 2 bramki           | 2 |

## Klasyfikacja medalowa
| Miejsce | Reprezentacja    | 1. miejsca | 2. miejsca | 3. miejsca | Razem | Lata zwycięstw | Lata zdobycia 2 miejsc | Lata zdobycia 3 miejsc |
| ------- | ---------------- | ---------- | ---------- | ---------- | ----- | -------------- | ---------------------- | ---------------------- |
| 1.      | Laponia          | 1          | 0          | 0          | 1     | 2008*          |                        |                        |
| .       | Padania          | 1          | 0          | 0          | 1     | 2010           |                        |                        |
| 3.      | Iracki Kurdystan | 0          | 1          | 0          | 1     |                | 2008                   |                        |
| .       | Gozo             | 0          | 1          | 0          | 1     |                | 2010*                  |                        |

* = jako gospodarz.